# 당고

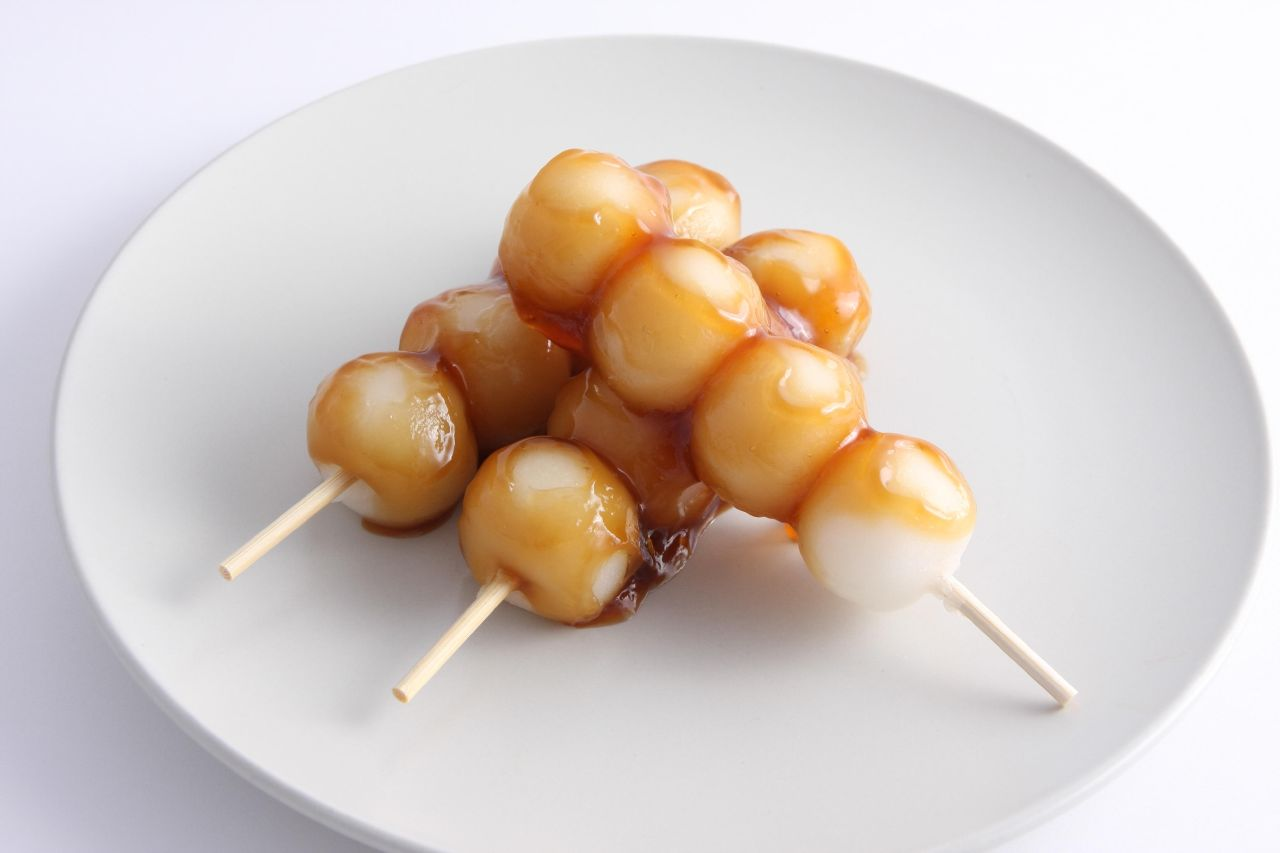
당고

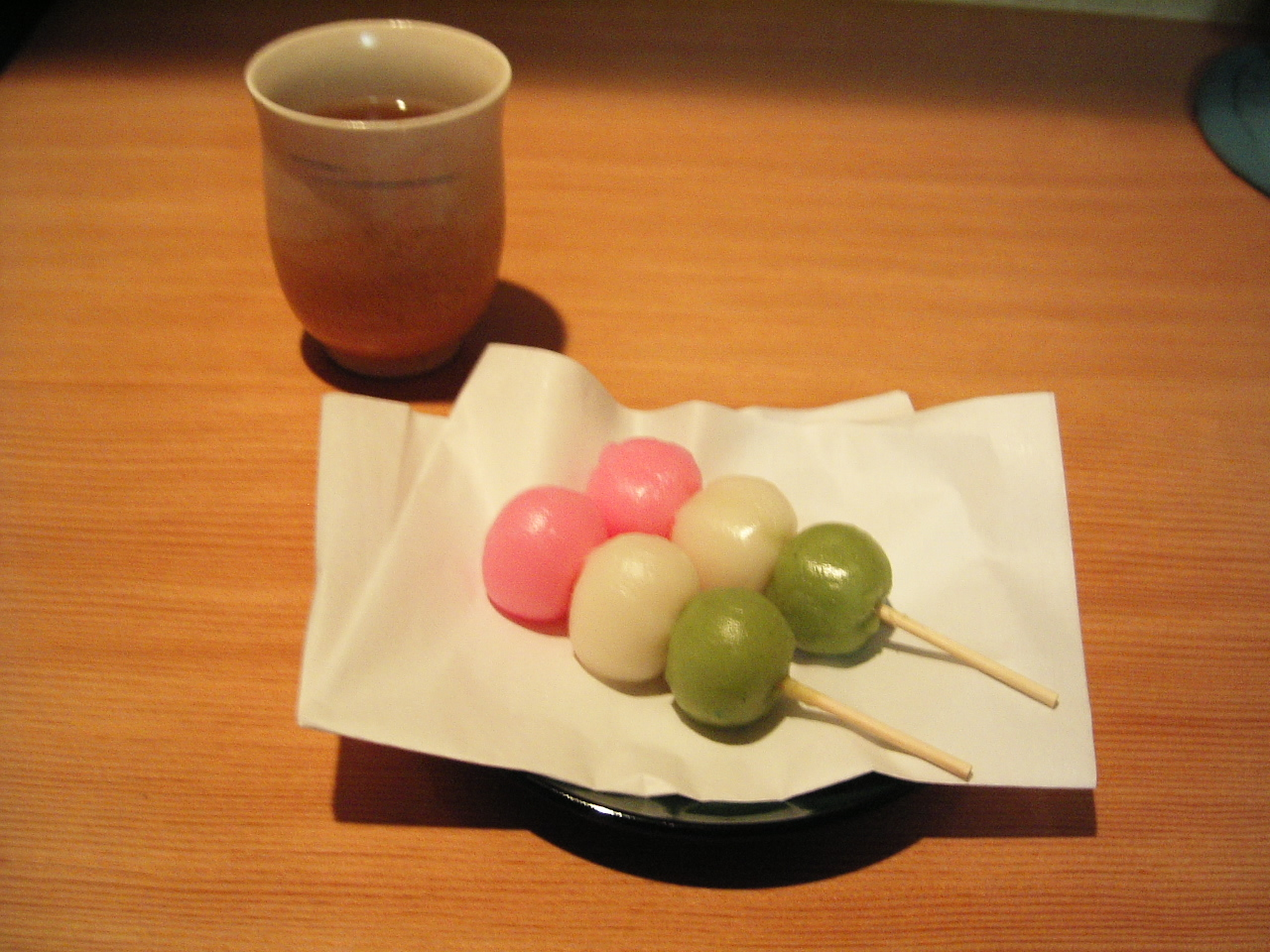
하나미 당고

당고(일본어: 団子 단고[*])는 경단과 유사한 일본 음식이다. 곡물 가루에 뜨거운 물을 넣고 둥글게 만들어 찌거나 삶아 만든다. 콩고물을 묻혀 먹기도 하고, 간장과 단팥을 올리기도 하며, 꼬치에 꿰어 먹기도 한다. 일반적으로 화과자를 가리키지만, 고기 완자나 흙경단 등 둥글게 만든 것을 부르는 경우가 있다. 그 밖에 일본의 가몬 중 하나로 꼬치 당고나 이나바(因幡) 당고 등의 문양이 있다.

## 개요
지금은 '당고'라는 호칭이 널리 정착되었지만, 지방에 따라서는 '단스'(도호쿠 지방 등), '암부'(니가타현 등), '오마루'(시가현·시코쿠 지방 등) 등 다양한 호칭이 있다.
옛날에는 구운 당고나 당고지루(団子汁)의 형태로 주식 대용품으로 먹었으며 재료도 완전한 낱알이 아닌 싸라기나 쭉정이, 잡곡의 경우 보리·밀·조·기장·피·메밀·옥수수·팥·고구마·칠엽수 열매 등을 가루내어 당고를 만들었다. 오늘날에도 지방에 따라서는 밀가루나 수수가루 등으로 만든 쌀 이외의 당고를 볼 수 있다.
당고와 떡의 차이에 관해서는 '당고는 가루로 만들지만 떡은 쌀알을 쪄서 만든다' '당고는 멥쌀가루를 쓰지만 떡은 찹쌀을 쓴다' '떡은 축의금으로 쓰고 당고는 불사(佛事)에 쓴다' 등 여러 가지 까닭이 있지만 가루로 만드는 떡요리(가시와모치·사쿠라모찌)의 존재나 찹쌀로 만든 당고, 멥쌀로 떡을 만들 수 있는 조리기기의 출현, 나아가 하레 날 의식에 당고를 사용하는 지방, 당고와 떡을 같은 말로 부르거나 당고를 떡의 일종으로 취급하는 지방도 있기에 당고와 떡을 명확하게 가르는 정의를 정하는 것은 곤란하다.
설탕을 넣어 단맛을 낸 것이 많지만, 원래는 저장 식품이기 때문에 간장으로 양념해서 먹기 위해 설탕을 넣지 않기도 한다. 또한 팥소나 설탕간장소, 콩가루를 묻히거나 시루코나 미쓰마메에 넣어 먹기도 한다.
당고에서 파생되어 경단 모양이거나 둥글둥글한 것을 당고라고 부르는 경우도 있다(예를 들면 흙경단, 덤플링, 미트볼(고기 경단), 클로스 등). 이것들은 모양에 따른 분류이다.

## 역사
당고는 야나기타 구니오 설(説)의 신찬(神饌, 신에게 바치는 음식) 중 하나이기도 한 시토기를 둥글게 빚은 것이 유래가 되었다고 여겨진다. 
시토기는 고대 일본에서 쌀을 물에 담가 부드럽게 만든 뒤 찧어서 다양한 형태로 굳힌(열을 사용하지 않음) 것을 말한다. 현재는 둥글게 만든 것이 대표적이다. '시토기모찌'라고도 하며 콩 따위로 속을 채운 '마메시토기'나 쌀 이외에 피나 조를 재료로 한 '히에모찌', '시로모찌' 등 여러가지가 있다. 지방에 따라서는 일상적으로 먹는 식사이며 당고뿐만 아니라 떡보다도 앞서는 음식으로 여겨진다.
'당고'의 명칭은 헤이안 시대에 쓰여진 『신사루가쿠기』에 처음 등장한다. 남북조 시대에 쓰여진 『습개초』에도 '당고'가 등장하고, 거의 같은 시대의 『사석집』나 『정훈왕래』에도 '당고'가 보인다. 야나기타 구니오는 '당고'의 명칭은 후세에 와서 비슷한 당과자(唐菓子)의 이름이 적용된 것에 불과하다고 했다.
당과자 환희단(歓喜団, 단키(団喜))은 견당사가 가져왔다는 인도 음식(모닥)에서 유래한 과자로, 이름은 환희천(歓喜天, 불교의 수호신)에게 올리는 것에서 연유되었다. 헤이안 시대 중기에 저술된 『화명류취초』도 '환희단, 일명 단키'라고 기록하면서 단키는 간기단의 다른 이름으로 취급하고 있다.
헤이안 시대 말부터 가마쿠라 시대에 걸쳐서 일본 최고(最古)의 요리서인 『주사류기』에서 환희단은 "粢（しとぎ）のようにしとねて、おし平めて（中略）良き油をこくせんじて入べし、秘説云、油に入れば、火のつきてもゆるがきゆる也（後略）"라며 우선 시토기처럼 조리하고 후반에는 기름에 넣어 튀기는 요리로 설명한다. 시토기와 비슷하게 만드는 『주사류기』의 간기단은 오늘날의 당고에 가깝다고도 한다.
무로마치 시대가 되면 당고를 '당고'라고 읽게 되어 대나무 꼬챙이에 꿰어 놓은 것이 유통된다. 우쓰노야 고개의 도당고와 교토의 미타라시 당고가 등장한 것도 이 시대로 알려져 있다. 에도 시대가 되면 도시 지역이나 가도 변에서는 단맛이 나는 당고가 만들어져 서민들의 다실(茶室)이나 행락(行楽) 음식으로도 사랑받았다. 한편, 농촌 지역에서는 주식 대용품이나 비상식량으로 먹게 되는 등 도시 지역과 다른 사정을 보였다.

## 보존
갓 만든 당고는 전분이 호화되어 알파전분이 되기 때문에 부드럽지만, 시간이 지남에 따라 전분이 노화되어 베타전분이 되기 때문에 딱딱해진다. 이를 막기 위해서 찔 때 설탕을 넣기 때문에 잘 호화된다. 이로 인해 오래가는 당고가 된다. 그 밖에도 참마를 넣으면 좋다고 한다.
다만 설탕을 너무 많이 넣으면 팥소를 넣었을 때 끈덕진 맛이 나기 때문에 달지 않은 맛으로 만들 경우에는 주의가 필요하다.

## 같이 보기
- 경단